# Зейн Малик
Зейн Джаваад Малик (на английски: Zayn Jawaad Malik, роден като Zayn) е английски певец, бивш член на британско-ирландската бой банда Уан Дайрекшън.

## Биография и творчество
Зейн Малик е роден на 12 януари 1993 г. в болница „Св. Лука“ в Брадфорд, Западен Йоркшър, Англия. Той е израснал в квартал Източен Боулинг, намиращ се южно от центъра на Брадфорд. Баща му, Ясер Малик, е от пакистански произход, а майка му, Патриша, е англичанка. Има три сестри – Доня, Уалия и Сафаа. Учи в „Lower Fields Primary School“ и „Tong High School“.
Зейн е мюсюлманин. Като дете е срамежлив и не се вписва сред съучениците си заради пакистанско-британския си произход. Едва когато навършва 12 години излиза от черупката си и започва да се гордее от произхода и вярата си. Като тийнейджър си пада по Меган Фокс. Още от малък музиката е част от него. Растейки той слуша основно R&B и рап. Музикални идоли за него са Бруно Марс, Майкъл Джексън, Крис Браун, Ъшър и други.

### The X Factor
Зейн се записва за кастинг за британското издание на музикалното риалити шоу The X Factor още през 2009 година, но така и не се явява, защото не намира смелост. Година по-късно вече 17-годишният Зейн се явява на прослушване в седмия сезон на предаването, като коментира: „търсех преживяване“. Пред журито изпълнява песента „Let Me Love You“ на Марио. С гласа си впечатлява журито и е допуснат по-нататък в шоуто. За малко не отпада от тренировъчните лагери, когато отказва да танцува, защото е твърде срамежлив. Създателят и член на журито в шоуто Саймън Кауел го убеждава да танцува и той преминава през всички етапи без последния. В първия момент Зейн Малик е отхвърлен от журито като соло участник. После е повикан обратно заедно с Луи Томлинсън, Лиъм Пейн, Найъл Хоран и Хари Стайлс. Известната певица и гост жури Никол Шерзингер им съобщава, че те са избрани да продължат в шоуто, но като група. Момчетата се съгласяват веднага. По време на шоуто се споменава дядо му Уолтър и Зейн татуира на гърдите си името му на арабски.

## Дискография
- Mind of Mine (2016)
- Icarus Falls (2018)
- Nobody Is Listening (2021)